# Ouaguenoun
Ouaguenoun là một đô thị thuộc tỉnh Tizi Ouzou, Algérie. Dân số thời điểm năm 2002 là 15.645 người.